# Australisk ponny
Den Australiska ponnyn är en relativt ny hästras av ponnytyp som avlats fram i Australien. Rasen har utvecklats ur ett antal andra hästraser och typer som importerades till Australien av de första nybyggarna. Ponnyn är en utmärktridponny för barn som tävlar inom ridsport. Den australiska ponnyn blandas ofta ihop med den australiska ridponnyn som utvecklades senare men dessa två är helt egna raser. 

## Historia
Hästar har inte funnits i Australien innan nybyggare började bosätta sig i landet och de första hästarna kom inte till den stora ön förrän 1788 och skeppades över från Sydafrika. De första ponnyerna importerades först 1803 och då kom de flesta ponnyerna från Indonesien, främst Timorponnyer som användes för att bygga upp stammar med ponnyer i Australien. Även en hel rad ponnyer följde med nybyggarna som främst var från Storbritannien och korsades in med Timorponnyerna. 
Under mitten av 1800-talet började Timorponnykorsningarna att korsas med två Exmoorponnyhingstar som kallades Sir Thomas och Dennington Court. En importerad hingst av okänd härstamning från Ungern korsades även in i ponnyerna. Under slutet av 1800-talet koncentrerades aveln på Welsh Mountainponnyn, som kom att bli den viktigaste influensen i den australiska ponnyn, speciellt hingsten Dyoll Greylight, en gråskimmel som importerades till Australien 1911. Han räknas idag som stamhingsten för hela rasen. 
Även andra ponnyer från Storbritannien som t.ex. Shetlandsponny, Connemaraponny, Highlandponny och Hackneyponny har använts i aveln. Man har även blandat in arabiskt fullblod och engelskt fullblod för att få fram en mer atletisk ponny. 
Först 1920 sattes standarden för det som vi kallar Australisk ponny.  Numera är den Australiska ponnyn en egen ras som kontrolleras med hjälp av The Australian Pony Stud Book Society som grundades 1931 med syftet att ta fram lämpliga ridponnyer för barn. I föreningen registreras även andra ponnyraser som t.ex. Shetlandsponnyer som importeras eller föds i Australien.  

## Egenskaper
Den Australiska ponnyn är ganska ädel i typen och påminner mycket om sin grundras Welsh Mountain. Den är kompakt , välbyggd och stark. Ponnyerna har en tydlig ponnykaraktär och ett lätthanterligt temperament. Mankammen och hela halsen är lätt rundad vilket ger intrycket av att den ständigt går på tygeln och huvudet är finskuret och ädelt. Den australiska ponnyn är en utmärkt ridponny, speciellt framavlad för ridsport på högre nivåer. 
De australiska ponnyerna är oftast skimmel men kan vara alla färger förutom tigrerad och skäck. 